# Meinhard (groupe)
Pour les articles homonymes, voir Meinhard.
Meinhard est un groupe allemand de rock.

## Histoire
En 2004, Meinhard forme un projet musical qui dure jusqu'en 2011. Pendant cette période, plusieurs albums non officiels sont publiés sous son propre label Stella Nuova. En 2012, le projet renaît sous le nom de Meinhard. Le premier album de Meinhard, Beyond Wonderland, sort sous le label Out of Line, ainsi que les deux parties de la dilogie alchimique : Alchemusic I - Solve et Alchemusic II - Coagula. Il participe à des festivals tels que Wave-Gotik-Treffen, M'era Luna, Rockfabrik Nürnberg, Out of Line Weekender. Un concert annuel de printemps est organisé à Munich, mais en 2017, Meinhard annonce une suspension temporaire de ses activités de concert. 
Depuis 2016, Meinhard travaille sur le concept de Wasteland Wonderland, qui voit la sortie d'une vidéo et d'une chanson homonyme en 2017, ainsi que le développement d'un nouvel album. Les singles Worrity (Wasp in a Wig), Spiegelblick et Lion and Unicorn sortent sur plusieurs mois en 2020, suivis du single The King's Game en 2021. Tous sont également issus de l'album Wasteland Wonderland, et le projet Meinhard passe lui-même sous le label Foxy Records. Le producteur du projet Meinhard depuis 2017 est Simon Michael, qui est également le producteur et batteur de Subway to Sally et producteur du groupe Coppelius. L'album Wasteland Wonderland est prêt en décembre 2020, mais ne sort qu'en juin 2022 après de nombreux retards, revendiqués par le label Foxy Records comme étant liés à la pandémie de Covid-19.

### Post-succès
En octobre 2015, après la sortie réussie de Kinder der Sterne, une chanson écrite par Meinhardt pour Blutengel et interprétée avec le membre fondateur Chris Paul, la page officielle de Meinhard est piratée, les données personnelles de Meinhardt sont exposées et le musicien lui-même fait l'objet d'un chantage. L'accès à la page est ensuite rétabli et l'affaire est transmise à la police. 

## Discographie
- 2009:  V (sous le nom de Jeremias Meinhard ; EP, Stella Nuova / Dr. Music Songs)
- 2013 : Beyond Wonderland (album, Out of Line)
- 2014 : Alchemusic I - Solve (album, Out of Line)
- 2015 : Alchemusic II - Coagula (album, Out of Line)
- 2022 : Wasteland Wonderland (album, Foxy Records)